# Зубакино (Крым)
Зуба́кино (до 1948 года — Фёдоровка; укр. Зубакіне, крымскотат. Zubakino, Зубакино) — село в Бахчисарайском районе Республики Крым, в составе Почтовского сельского поселения (согласно административно-территориальному делению Украины — Почтовского поссовета Автономной Республики Крым).

## Современное состояние
В Зубакино 3 улицы, действует фельдшерско-акушерский пункт, село связано автобусным сообщением Бахчисараем и Симферополем. Площадь, занимаемая селом, 6,4 гектара, на которой в 54 дворах, по данным сельсовета на 2009 год, числилось 142 жителя, ранее было одним из отделений совхоза им. Чкалова.

## Население
| 2001 | 2014 |
| ---- | ---- |
| 145  | ↘144 |

Всеукраинская перепись 2001 года показала следующее распределение по носителям языка:
| Язык             | Число жит. | Процент |
| ---------------- | ---------- | ------- |
| русский          | 96         | 66,21   |
| крымскотатарский | 42         | 28,97   |
| украинский       | 6          | 4,14    |
| белорусский      | 1          | 0,69    |

### Динамика численности
- 1926 год — 105 чел.[13]
- 1989 год — 83 чел.[14]
- 2001 год — 145 чел.[15]
- 2009 год — 142 чел.[10]
- 2014 год — 144 чел.[16]

## География
Расположено в северной части района, на правом склоне долины реки Альмы, вдоль шоссе 35Н-019 Почтовое — Песчаное (по украинской классификации — С-0-10202), высота центра села над уровнем моря — 130 м. Расстояние до райцентра и Симферополя одинаковое — примерно 25 километров и также 25 километров до курортного села Песчаное, на берегу Каркинитского залива. Ближайшая железнодорожная станция Почтовая — в 10 км.

## История
Село было основано русскими поселенцами и первоначально называлось Ново-Фёдоровка, затем просто Фёдоровка. Впервые, как Ново-Фёдоровка, встречается на карте 1924 года.

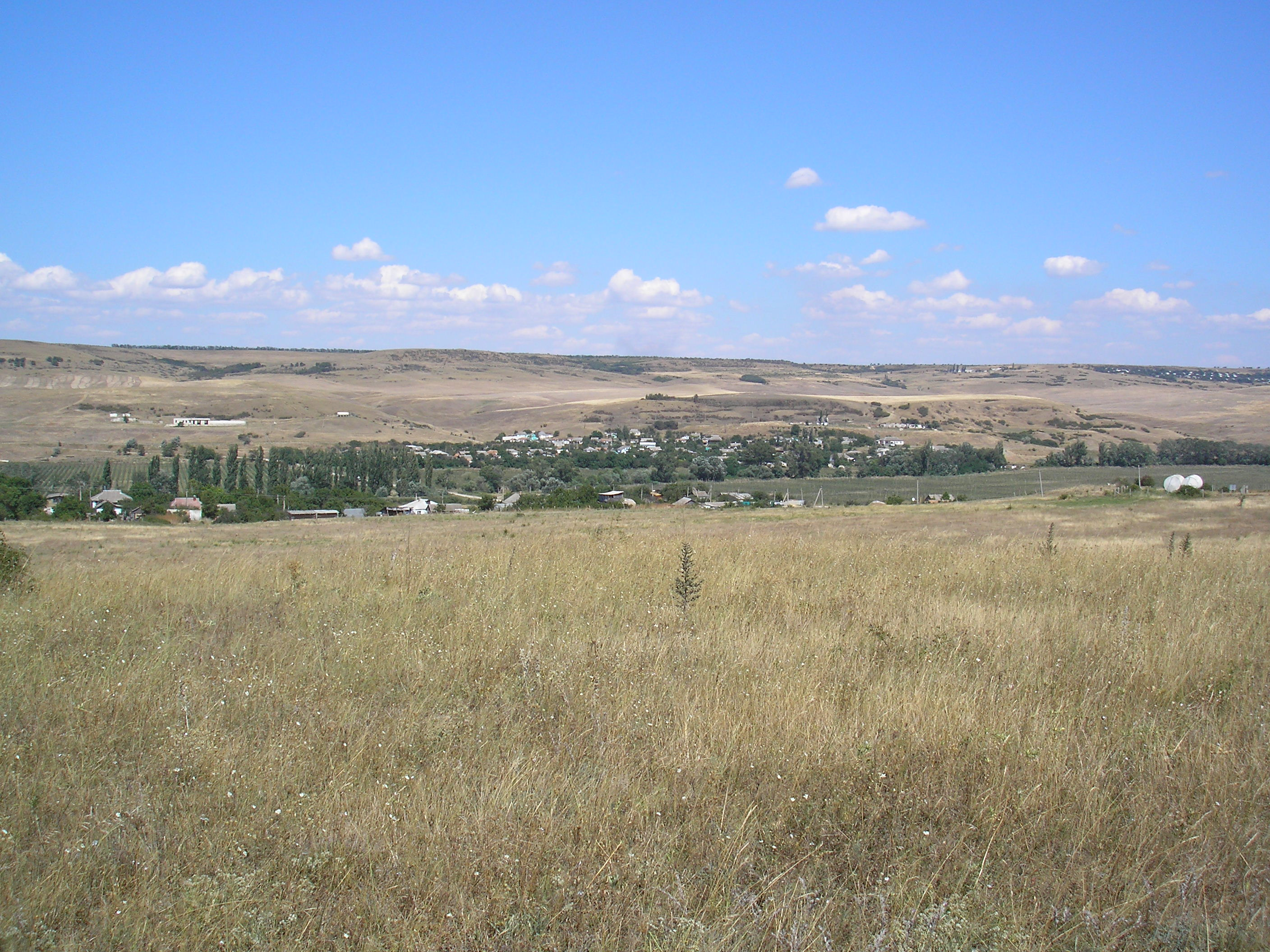
Общий вид.

После установления в Крыму Советской власти, по постановлению Крымревкома от 8 января 1921 года была упразднена волостная система и село включили в состав вновь созданного Подгородне-Петровского района Симферопольского уезда, а в 1922 году уезды получили название округов. 11 октября 1923 года, согласно постановлению ВЦИК, в административное деление Крымской АССР были внесены изменения, в результате которых был ликвидирован Подгородне-Петровский район и образован Симферопольский и село включили в его состав. Согласно Списку населённых пунктов Крымской АССР по Всесоюзной переписи 17 декабря 1926 года, в селе Ново-Фёдоровка Базарчикского сельсовета Симферопольского района, числилось 24 двора, все крестьянские, население составляло 105 человек (49 мужчин и 56 женщин), 104 русских и 1 украинец. С 15 сентября 1931 года село переподчинили Бахчисарайскому району.

Михаил Сергеевич Зубакин

12 августа 1944 года было принято постановление № ГОКО-6372с «О переселении колхозников в районы Крыма» по которому в район планировалось переселить 6000 колхозников и в сентябре 1944 года в район приехали первые новосёлы (2146 семей) из Орловской и Брянской областей РСФСР, а в начале 1950-х годов последовала вторая волна переселенцев из различных областей Украины. С 25 июня 1946 года Ново-Фёдоровка в составе Крымской области РСФСР Переименовано, уже как Фёдоровка, Указом Президиума Верховного Совета РСФСР от 18 мая 1948 года в честь, погибшего в Великую Отечественную войну, партизана Ялтинского отряда Михаила Сергеевича Зубакина. 26 апреля 1954 года Крымская область была передана из состава РСФСР в состав УССР. По данным переписи 1989 года в селе проживало 83 человека. С 21 марта 2014 года в составе Крыма аннексировано Россией.